# Historisme
L'historisme est un courant historique qui est apparu au XIXe siècle dans le monde germanique sous l'impulsion de grandes figures comme Leopold von Ranke ou encore Friedrich Schlegel et Novalis. 
Ce courant est considéré comme le fondement de la méthode historique moderne et se base principalement sur la critique des sources.

## Définition
L’historisme est un courant historique qui se démarque de la spéculation typique de la philosophie des Lumières. C’est aussi le fondement de la méthode historique moderne encore en vigueur aujourd’hui. L’historisme se base sur une démarche empirique et sur la critique méthodique des sources.[réf. nécessaire]
L’historisme peut donc désigner une théorie historiographique, une conception de la science historique et une philosophie de l’existence. L’histoire de la méthode est plus simple à établir que l’histoire du concept. Le concept d’historisme (comme philosophie de vie) ne possède pas une définition propre car elle dépend du contexte et de l’époque.[réf. nécessaire]
Ce courant s’est développé dans le monde germanique au XIXe siècle. L’histoire se professionnalise et s'institutionnalise. La recherche historique devient une formation spécialisée et il existe des séminaires où la critique des sources est de rigueur. Cette nouvelle démarche historique s’est propagée hors de l’Allemagne et des revues scientifiques sont créés partout dans l’Europe (Historische Zeitschrift en 1859, Revue historique en 1876, The English Historical Review en 1886).[réf. nécessaire]
De plus, l'historisme a longuement été confondu avec l'historicisme tout au long des XVIIIe et XIXe siècles. Cependant, alors que le terme « historicisme » peut être utilisé pour décrire  « une approche des sciences sociales, qui assure que cette approche historique est leur but premier, et qui assure que cet objectif n'est atteignable qu'en découvrant des « schémas », des « lois », ou encore des « tendances » qui dirigent l'évolution de l'histoire », le terme « historisme », au contraire, tend à analyser chaque argument ou idée comme propre à son contexte historique. L'historisme permet donc de pointer l'individualité de chaque situation historique.

## Origines
Le terme est apparu chez Friedrich Schlegel et Novalis à la fin du XVIIIe siècle. Wilhelm von Humboldt (milieu XIXe) formule la théorie du mouvement et Leopold von Ranke la concrétise dans son œuvre. L'historisme remet en question la philosophie de l'histoire de l'époque. Elle était basée sur la spéculation et des présupposés non questionnés (Genèse biblique). L'historisme critique tout et a été vite perçu comme un danger. Il y a un refus des perspectives abstraites et spéculatives. L'histoire doit être le fruit d'une recherche empirique. L'historisme est caractérisé par la remise en question des fondements de l'histoire et par la conscience moderne. Il doit puiser ses propres normes et ses propres fondements seul. Cela induit une réflexivité.
Leopold von Ranke illustre l'historisme en parlant de la nouvelle fonction de l'histoire : « On a autrefois donné à l'histoire la fonction de juger le passé, d'éclairer les contemporains au bénéfice de l'avenir : mon entreprise n'a pas de si haute ambition, il ne s'agit que de dire comment les choses se sont vraiment passées ».
D'un point de vue philosophique, une grande question va accompagner l'histoire de l'historisme : celle de l'objectivité. L'histoire ne peut réellement être étudiée objectivement à cause des préjugés et des présupposés de la culture. Il faut prendre conscience de cette condition historique en tant qu'être conséquent de l'histoire et contingent à celle-ci, afin de manifester implication et subjectivité face à elle. C'est quand on peut critiquer sa propre condition historique et en prendre conscience que l'on peut espérer faire de l'histoire qui tend vers l'objectivisme. Le débat tourne donc autour de la réflexivité de l'historisme.[réf. nécessaire]

## Évolutions

### LeXIXesiècle
Leopold von Ranke a concrétisé l'historisme et la nouvelle manière de faire l'histoire par l'isolation du passé et du présent. L'histoire se résume ainsi à un exposé historique basé sur les sources. L'écrit chronologique est mis en valeur avant toute autre forme d'écriture. Cependant, l'objectivité prônée par Ranke est remise en question pour son œuvre car il était historiographe officiel de la Prusse. Surtout après 1848, l'œuvre de Ranke reste teintée des idées du siècle (conservatisme, antilibéralisme, hostilité envers les Lumières...).
Pendant la seconde moitié du XIXe siècle, l'historisme prend de l'ampleur et sort du monde germanique. La nouvelle méthode historique provoque une spécialisation de l'histoire dans la société. L'histoire devient un instrument, notamment au service de l'État nation qui veut se justifier comme état de droit.
De nombreuses sociétés professionnelles voient le jour en Europe, ainsi que des revues scientifiques : Historische Zeitschrift en 1859, Revue historique en 1876, ou encore The English Historical Review en 1886. Cependant, les historiens, s'ils sont unis par les pratiques scientifiques, ne le sont pas d'un point de vue politique. L'histoire est principalement celle de la politique, des grands hommes et grands événements.
La discipline historique devient de plus en plus autonome, ce qui l’amène à un choix. D’une part l’abandon d’une visée universelle et sens de l’histoire ce qui implique la dissémination radicale des champs, événements et objets en autant de positivités singulières. D’autre part, un recours à des postulats globalisants et unificateurs mais cela veut dire qu’il y a une spéculation à laquelle on pensait échapper par la critique. L’historisme se trouve entre l’absolutisme et le relativisme et doit maintenir l’équilibre entre les deux.
En France, l’historisme est représenté par l’École méthodique. Elle est d’une importance capitale en raison de son rôle dans l’avènement des nouvelles classes bourgeoises. Le courant prenait alors une position libérale jusqu’à l’échec de la révolution libérale de 1848. Cet échec l’a fait tourner vers les positions autocratiques de la monarchie des Hohenzollern et a ouvert la porte sur l’histoire nationale et les mythes nationaux. Il est cependant bon de noter que même en servant une politique d’État, la rigueur scientifique et l’importance des sources restent en place.
Il y a une historicisation de la société. La conscience historique pénètre dans les autres disciplines ce qui crée une levée de boucliers face à l’historisme. La modernité du XIXe siècle crée une ambivalence : l’historisme doit s’assumer de manière réflexive et prendre conscience de sa propre contingence historique. Le fait que l’historisme doit prendre acte de son historicité le met en crise.
On observe ainsi une influence notable de l’historisme sur d’autres domaines sociaux, telle la théologie, et plus précisément chez Franz Overbeck, ami de Nietzsche, qui montre de nombreuses réticences à employer la méthode historique et la pensée historisante. Dans l’économie politique, c’est la méthodologie propre à l’historisme qui fait débat au XIXe siècle, avec comme figures de proue Carl Menger et Gustav von Schmoller. En effet, Menger accusait Schmoller de confondre l’économie théorique, et donc l’économie politique, avec la science historique de l’économie. Le dernier domaine que l’historisme toucha est celui de l’histoire de l’art. Pour H. Beenken, l’historisme était une « maladie » de par son essence même, car il entrainait une « réflexion historique et un retour aux siècles passés », et suscitait donc une volonté de raviver les formes provenant d’un passé lointain, en ne permettant pas à l’art de se renouveler.

#### Crise de l'historisme -XIXesiècle
À la fin du XIXe siècle, l’historisme est le modèle dominant. La crise est provoquée par l’industrialisation et la démocratisation de l’occident à la fin du XIXe siècle. Cette crise était annoncée par Nietzsche, Ernst Troeltsch et Friedrich Meinecke. Troeltsch et Meinecke louaient l’historisme pour la place qu’il accorde à l’individu et à la singularité historique. Cependant il était critiqué par Treitschke et Sybel pour les dérives nationalistes et politiques de l’école historique. L’historisme n’est pas attaché à une opinion mais est un terme équivoque.
Les bases actuelles de l’historisme comme méthode ne sont pas remises en cause, mais il y a une recherche d’un plus grand professionnalisme. On essaie aussi de voir l’historien comme un professionnel. Ainsi le caractère scientifique augmente. Cela vient notamment de la prise de conscience de l’historicité de l’historisme. Il faut se compter soi-même comme acteur de l’histoire et en prendre conscience.
En Allemagne, c’est Lamprecht qui a lancé la crise en changeant les présupposés sur lesquels se fondait la science historique. Il dénonçait le caractère infructueux de l’historisme propre aux sciences de l’esprit et l’approche encore spéculative de la science historique obéissant encore aux règles de Ranke. Il a lutté pour l’histoire sociale émergente qui ne répondait pas aux critères de la science historique déjà en place. On a appelé ces querelles les Lamprechtstreit. Selon Benedetto Croce, qui lui a créé son mouvement « Antihistorismus », les visions de Lamprecht étaient un retour au positivisme.
À la suite de cette crise, de nouveaux types d’histoire seront ajoutés au genre : histoire économique, histoire culturelle et histoire sociale.

#### Impact philosophique
L’historisme est caractérisé par sa réflexivité et le besoin de prendre conscience de son historicité. Hegel est le premier à intégrer la réflexivité dans son système. Le temps est pensé comme une partie intégrante de l’élaboration du savoir et condition même de son effectivité au lieu d’être un cadre a priori inconditionné. Il tente de concilier la conscience et l’historicité (de la conscience) et ce qui en scelle l’accomplissement (qui marque la fin de toute histoire dans le retour sur soi de la conscience). Cela a deux conséquences :
1. la radicalisation de la place de l’histoire dans le projet philosophique de Julius Braniss et de Carl Prantl sur base de celui d’Hegel
2. les écoles historique et historiographique déconstruisent les présupposés rationalistes puis téléologiques[12].

Le problème de l’historisme est de l’étudier de manière anhistorique. C’est impossible car toutes les approches sont empreintes de présupposés, même celle de Leo Strauss qui veut l’approcher de manière non-historiste, sans tenir compte de la présomption de son bien-fondé.
L’historisme est mis en œuvre pour éviter le relativisme qui menace la perspective historique (Dilthey, Troeltsch, Meinecke, Mannheim). On cherche à prévenir les extrapolations excessives, ce qui fonctionne au XIXe. Cependant, il y a un risque de tomber dans le positivisme historique tel qu’il tente de concurrencer les sciences naturelles. Ce dualisme est nécessaire pour éviter de tomber dans le positivisme ou dans le relativisme.

### LeXXesiècle
Au début du XXe siècle, l’historisme est le cheval de bataille des milieux philosophiques. Face à eux s’opposent les philosophes et les théologiens qui cherchent à contrer ses effets en redéfinissant leur champ et vocation. Il y a aussi une tentative de légitimer des vues devenues caduques par la remise en question de l’historisme et de la critique. Cependant, l’antihistorisme est tout aussi désuni que l’historisme lui-même. Les deux concepts évoluent. Ce qui est dans l’un passe dix ans plus tard dans l’autre, cela va de même en fonction des auteurs. Par exemple Corce juge l’école historique allemande comme purement factuelle. Mais l’historisme « absolu » de Croce est jugé par son approche rationalisante et est dite radicalement « non historiste  ».

#### Crise duXXesiècle
À la fin du XXe siècle, la communauté des historiens fait face à une nouvelle crise. En conséquence de la deuxième guerre mondiale, un besoin mémoriel est né. Cela crée des tensions entre histoire et mémoire. L’implication de la mémoire a remis en cause les paradigmes et les grands modèles de l’histoire sociale.
Cette remise en question fait éclater les paradigmes et de nouveaux courants et paradigmes (histoire de la femme, nouvelle histoire politique…). Cela engendre un retour à l’histoire évènementielle et l’apparition de l’histoire du Temps présent. Les innovations dans la discipline de l’histoire viennent principalement de l’Angleterre, des États-Unis, de l’Italie et de l’Allemagne.

### LeXXIesiècle
Le débat est poursuivi par Servanne Jollivet au XXIe siècle. Son œuvre fait découvrir un nouveau type d’historisme : l’historisme renouvelé / réflexif. L’objectif de ce dernier est, comme l’ancienne version, de collectionner les faits historiques. Le second objectif est de s’offrir comme la réflexivité la plus accomplie de la philosophie dès lors qu’elle tente de penser ce qui oriente aussi bien l’agir que la pensée dans le cours de l’histoire.